# HD 23127
HD 23127 é uma estrela na constelação de Reticulum. Tem uma magnitude aparente de 8,58, sendo invisível a olho nu. Com base em medições de paralaxe pela sonda Gaia, está localizada a aproximadamente 305 anos-luz (94 parsecs) da Terra.
Esta é uma estrela de classe G da sequência principal com um tipo espectral de G2V, sendo maior e mais luminosa que o Sol, apesar de ter a mesma classificação. Em 2007, foi descoberto um planeta extrassolar Júpiter excêntrico ao seu redor.

## Estrela
HD 23127 é classificada como uma estrela de classe G da sequência principal (anã amarela) com um tipo espectral de G2V, a mesma classificação do Sol. No entanto, é mais luminosa e massiva que o Sol, o que sugere que já começou a evoluir da sequência principal. Tem uma massa de 1,29 vezes a massa solar e um raio de 1,72 vezes o raio solar. Está irradiando energia de sua atmosfera externa com 3,08 vezes a luminosidade solar a uma temperatura efetiva de 5 840 K, dando à estrela o brilho amarelo típico de estrelas de classe G. Sua abundância de elementos além de hidrogênio e hélio, a metalicidade, é maior que a solar, com uma abundância de ferro de mais de duas vezes a abundância solar. A estrela segue a tendência de que estrelas com planetas gigantes possuem metalicidades altas.
Esta estrela tem um baixo nível de atividade cromosférica, com um índice log R′HK igual a –5,00, o que é consistente com seu estado evoluído. Tem uma velocidade de rotação projetada de 3,3 km/s, com um período de rotação estimado em cerca de 33 dias. Sua idade estimada por modelos de evolução estelar é de 4,4 bilhões de anos.
HD 23127 não possui estrelas companheiras conhecidas. Uma observação pelo instrumento NACO no Very Large Telescope não detectou outras estrelas no sistema, impondo limites na massa de uma segunda estrela de 0,55 M☉ a uma separação de 0,5 segundos de arco, 0,28 M☉ a 1 segundo de arco, e 0,15–0,18 M☉ a separações maiores que 2,5 segundos de arco.

## Sistema planetário
Em 2007, foi descoberto um planeta extrassolar massivo orbitando HD 23127, detectado pelo método da velocidade radial como parte do Anglo-Australian Planet Search. A estrela começou a ser observada pelo espectrógrafo UCLES em 1998, quando foi adicionada ao projeto por causa de sua metalicidade alta, e um total de 34 observações foram feitas até outubro de 2006, revelando variações na sua velocidade radial causadas pela presença do planeta. Em 2018 foi publicada uma solução orbital atualizada, que inclui 24 novos dados de velocidade radial pelo espectrógrafo HARPS, como parte de um estudo procurando planetas adicionais no sistema.
O planeta HD 23127 b é um gigante gasoso com uma massa mínima de 1,53 vezes a massa de Júpiter. Orbita a estrela a uma distância média de 2,37 UA com um período de cerca de 1 210 dias. Um Júpiter excêntrico, sua órbita tem uma alta excentricidade de 0,4, o que limita a presença de outros planetas no sistema. O maior período orbital estável para um planeta interno hipotético é 322 dias. Os dados de velocidade radial não apresentam evidência da existência de outros planetas.
| Planeta | Massa                  | Semieixo maior (UA) | Período orbital (dias) | Excentricidade    |
| ------- | ---------------------- | ------------------- | ---------------------- | ----------------- |
| b       | >1,527+0,037 −0,038 MJ | 2,370 ± 0,032       | 1211,17+11,11 −8,91    | 0,406+0,083 −0,09 |